# Logi
 Ovo je glavno značenje pojma Logi. Za istoimeni mjesec pogledajte Logi (mjesec).
U nordijskoj mitologiji, Logi ili Loge (stnord. "vatra") vatreni je div, personifikacija vatre. Njegov je dom Jötunheimr, zemlja divova. Logi je često poistovjećivan s Lokijem, bogom vatre sličnog imena.

## Obitelj
Logi je sin diva Fornjóta te brat Aegira i Kárija. Aegir je kralj mora, a Kari je vladar vjetra. Fornjót je sinovima dao moći da vladaju nad elementima prirode - Aegir je tako postao vladar mora, Logi vatre, a Kári vjetra.
Logi je oženio Glöð. Zajedno imaju dvije prelijepe kćeri. Imena su im:
- Eysa
- Eimyrja.

Preko Aegira je Logi stric devet božica valova, dok je preko Karija stric Frostija.

## Logi i Loki
Jednom su bogovi Thor i Loki te smrtnici Þjálfi i Röskva došli u Jötunheimr, u dvorac diva zvanog Útgarða-Loki. Bilo je još mnogo divova ovdje, a među njima i Logi. Loki je izjavio da niti jedan div ne može pojesti hranu brže od njega. Útgarða-Loki je zatim pozvao Logija koji je prihvatio natjecanje u jedenju između njega i Lokija. Divovi su na pod postavili zdjelu punu mesa. I Logi i Loki su počeli jesti. Jeli su brzo te je Loki pojeo svo meso oko kostiju. Logi je pojeo meso, kosti i zdjelu te su se svi složili da je on pobijedio. Sutradan je Útgarða-Loki objasnio da je Logi sama vatra, a vatra sve proždire.
Logi i Loki su često poistovjećivani jer obojica predstavljaju vatru. Njihova imena znače "vatra". Logi je div, a Loki je sin divova. Ponekad je Glöð smatrana Lokijevom ženom, a njezine kćeri su smatrane Lokijevom djecom.

## Mjesec
Jedan mjesec planeta Saturna nazvan je po Logiju. Taj mjesec pripada nordijskoj grupi Saturnovih satelita.